# Liocoryphe minocule
Liocoryphe minocule là một loài chân đều trong họ Stenetriidae. Loài này được Menzies & Glynn miêu tả khoa học năm 1968.